# Saljut 2
La Saljut 2 (in russo:Салют-2, tradotto Salute 2) fu la seconda stazione spaziale del programma sovietico denominato programma Saljut.

## Riassunto missione
Il 4 aprile 1973 venne lanciata, con un razzo Proton, la stazione spaziale con la denominazione di Saljut 2. Tuttavia si trattava della stazione di carattere militare Almaz 1 alla quale era stata data la denominazione Saljut per mascherarne la reale natura.
Il 15 aprile si registrò un'improvvisa perdita di pressione a bordo della stazione spaziale, probabilmente causata dalle schegge dell'esplosione di uno stadio di un missile Proton abbandonato nei pressi. Successivamente gli strumenti e l'equipaggiamento di bordo smisero di funzionare e l'orbita della Saljut 2 decadde rapidamente fino al rientro in atmosfera avvenuto il 28 aprile 1973. Nessun equipaggio salì mai a bordo di questa stazione.

## Equipaggi
- Nessuno